# Thecla porphyritis
Thecla porphyritis är en fjärilsart som beskrevs av Druce 1907. Thecla porphyritis ingår i släktet Thecla och familjen juvelvingar. Inga underarter finns listade i Catalogue of Life.